# Municipio de Nippawalla
El municipio de Nippawalla (en inglés: Nippawalla Township) es un municipio ubicado en el condado de Barber en el estado estadounidense de Kansas. En el año 2010 tenía una población de 35 habitantes y una densidad poblacional de 0,25 personas por km².

## Geografía
El municipio de Nippawalla se encuentra ubicado en las coordenadas 37°9′59″N 98°32′22″O / 37.16639, -98.53944. Según la Oficina del Censo de los Estados Unidos, el municipio tiene una superficie total de 140.59 km², de la cual 140,23 km² corresponden a tierra firme y (0,26 %) 0,36 km² es agua.

## Demografía
Según el censo de 2010, había 35 personas residiendo en el municipio de Nippawalla. La densidad de población era de 0,25 hab./km². De los 35 habitantes, el municipio de Nippawalla estaba compuesto por el 100 % blancos. Del total de la población el 0 % eran hispanos o latinos de cualquier raza.